# Şehsuvar Kadın
Şehsuvar Kadınefendi (en turco otomano: شہسوار قادین افندی, "héroe intrépido", 2 de mayo de 1881 - 1945) fue la esposa del último califa del Islam Abdul Mejid II y ex príncipe heredero del Imperio Otomano.

## Vida
Şehsuvar nació el 2 de mayo de 1881 en Estambul. Su verdadero nombre es desconocido. A una edad temprana, su padre, que era secretario de la corte, la introdujo en el harén imperial. Fue rebautizada como Şehsuvar y recibió una educación, lecciones de pintura y lecciones de piano en el harén del Şehzade Abdul Mejid. Tenía ojos color miel y largo cabello rubio dorado.
Şehsuvar creció como una joven dama en el harén del Şehzade Abdul Mejid y, a la edad de quince años, fue elegida como su esposa. La boda tuvo lugar el 22 de diciembre de 1896 en el Palacio de Ortaköy. El 29 de febrero de 1898 dio a luz a su único hijo, el Şehzade Ömer Faruk. El 4 de marzo de 1924 siguió a su marido al exilio, junto con el resto de la familia. Primero fueron a Suiza y luego a Francia, donde se instalaron en París.

## Pinturas
En una obra de 1898 de Abdul Mejid, se muestra a Şehsuvar recostada en un sofá. Sin embargo, según una entrevista realizada por Fatma Neslişah Osmanoğlu, el 26 de mayo de 2002, dijo que la figura no se parece a la abuela paterna de Şehsuvar Kadınefendi. En otra obra de 1915, de su marido, se la muestra tocando el violín.
Şehsuvar murió en 1945, casi un año después de la muerte de su marido, en París a la edad de 63 o 64 años. Está enterrada en el cementerio musulmán de Bobigny en París.